# قره‌ولی‌لر
قره‌ولی‌لر (به ترکی آذربایجانی: Qaravəlilər) یک منطقه مسکونی در جمهوری آذربایجان است که در شهرستان گدابیگ واقع شده است. قره‌ولی‌لر ۴۲۲ نفر جمعیت دارد. 